# Europese kampioenschappen judo 2016
De Europese kampioenschappen judo 2016 waren de 27ste editie van de Europese kampioenschappen judo en werden gehouden in de Tatneft-Arena in Kazan, Rusland, van donderdag 21 april tot en met zondag 24 april 2016. 

## Resultaten

### Mannen
| Gewichtsklasse | Goud                 | Zilver                 | Brons                           |
| -------------- | -------------------- | ---------------------- | ------------------------------- |
| – 60 kg        | Walide Khyar         | Orkhan Safarov         | Hovhannes Davtyan Elios Manzi   |
| – 66 kg        | Vazha Margvelashvili | Colin Oates            | Arsen Galstjan Fabio Basile     |
| – 73 kg        | Rustam Orujov        | Lasja Sjavdatoeasjvili | Rok Drakšič Nugzar Tatalashvili |
| – 81 kg        | Chasan Chalmoerzajev | Avtandil Tchrikishvili | Ivaylo Ivanov Robin Pacek       |
| – 90 kg        | Varlam Liparteliani  | Krisztián Tóth         | Piotr Kuczera Marcus Nyman      |
| – 100 kg       | Henk Grol            | Toma Nikiforov         | Michael Korrel Grigori Minaskin |
| + 100 kg       | Teddy Riner          | Or Sasson              | Levan Matiashvili Daniel Natea  |
| Teams          | Georgië              | Rusland                | Polen Azerbeidzjan              |

### Vrouwen
| Gewichtsklasse | Goud               | Zilver                 | Brons                                 |
| -------------- | ------------------ | ---------------------- | ------------------------------------- |
| – 48 kg        | Charline Van Snick | Éva Csernoviczki       | Monica Ungureanu Dilara Lokmanhekim   |
| –52 kg         | Majlinda Kelmendi  | Priscilla Gneto        | Yulia Ryzhova Andreea Chitu           |
| –57 kg         | Automne Pavia      | Ivelina Ilieva         | Timna Nelson-Levy Nora Gjakova        |
| –63 kg         | Tina Trstenjak     | Kathrin Unterwurzacher | Anicka van Emden Jekaterina Valkova   |
| –70 kg         | Gévrise Émane      | Esther Stam            | Fanny Estelle Posvite Szabina Gercsák |
| –78 kg         | Audrey Tcheuméo    | Guusje Steenhuis       | Luise Malzahn Natalie Powell          |
| + 78 kg        | Kayra Sayit        | Svitlana Iaromka       | Belkis Zehra Kaya Jasmin Kuelbs       |
| Teams          | Polen              | Rusland                | Duitsland Frankrijk                   |

## Medaillespiegel
| Plaats | Land                | Goud | Zilver | Brons | Totaal |
| 1      | Frankrijk           | 5    | 1      | 2     | 8      |
| 2      | Georgië             | 3    | 3      | 2     | 8      |
| 3      | Rusland             | 1    | 2      | 3     | 6      |
| 4      | Nederland           | 1    | 1      | 2     | 4      |
| 5      | Azerbeidzjan        | 1    | 1      | 1     | 3      |
| 6      | België              | 1    | 1      | 0     | 2      |
| 7      | Turkije             | 1    | 0      | 2     | 3      |
| 7      | Polen               | 1    | 0      | 2     | 3      |
| 9      | Kosovo              | 1    | 0      | 1     | 2      |
| 9      | Slovenië            | 1    | 0      | 1     | 2      |
| 11     | Hongarije           | 0    | 2      | 1     | 3      |
| 12     | Bulgarije           | 0    | 1      | 1     | 2      |
| 12     | Verenigd Koninkrijk | 0    | 1      | 1     | 2      |
| 12     | Israël              | 0    | 1      | 1     | 2      |
| 15     | Oostenrijk          | 0    | 1      | 0     | 1      |
| 15     | Oekraïne            | 0    | 1      | 0     | 1      |
| 17     | Roemenië            | 0    | 0      | 3     | 3      |
| 17     | Duitsland           | 0    | 0      | 3     | 3      |
| 19     | Italië              | 0    | 0      | 2     | 2      |
| 19     | Zweden              | 0    | 0      | 2     | 2      |
| 21     | Armenië             | 0    | 0      | 1     | 1      |
| 21     | Estland             | 0    | 0      | 1     | 1      |
| Totaal | Totaal              | 16   | 16     | 32    | 64     |